# Ceratomantis
Genre
Ceratomantis est un genre d'insectes de la famille des Hymenopodidae (ordre des Mantodea).

## Répartition
Les espèces de ce genre se rencontrent en zone orientale, depuis l'Inde jusqu'à Bornéo.

## Description

### Diagnose
Les bords supérieurs des fémurs antérieurs sont fortement crêtés. Le cône céphalique est bicuspide à l'extrémité et armé de deux cuspides pointues de chaque côté. L'occiput présente derrière chaque œil un tubercule pointu dirigé vers l'arrière. La face est carénée avec la carène du bouclier facial qui se termine au-dessus par une dent conique robuste. Les deux ocelles supérieurs sont surmontés d'une paire d'épines coniques longues et fines. Les organes de vol n'atteignent pas l'extrémité de l'abdomen. Le disque du prothorax est armé de quatre tubercules pointus, dressés et spiniformes.

### Description détaillée
Les Ceratomantis sont des mantes de petite taille de longueur du corps variant de 16 à 25 mm. Elles sont de couleur ocre avec des marbrures brun foncé. Les ailes des mâles dépassent l'extrémité de l'abdomen alors qu'elles atteignent juste son extrémité chez les femelles. 
La tête présente un vertex prolongé en une grande corne bifide, inclinée vers l'avant, bicarénée à l'avant et bidentée de chaque côté. Les yeux sont arrondis avec un grand tubercule super oculaire régulièrement conique. Les ocelles sont grands chez le mâle et réduits chez la femelle avec les deux postérieurs ayant chacun une petite épine conique située au-dessus. Le sclérite frontal est transversalement pentagonal et fortement en forme de toit comme dans le clypéus. Les antennes sont moniliformes chez le mâle et filiformes chez la femelle. 
Le pronotum est court avec la prozone et la métazone de longueur presque égale, chacune portant une paire de grandes épines coniques se projetant dorsalement. Les bords latéraux du pronotum sont aigus et crénelés. 
Les coxae antérieurs présentent une épine basale projetée vers l'avant. Les fémurs antérieurs ont le bord dorsal quelque peu foliacé et le sillon des griffes est situé près de la base. Ils arborent quatre épines discoïdales, quatre externes et typiquement dix internes. Les tibias antérieurs présentent de neuf à onze épines externes et de sept à neuf épines internes. Le premier segment des tarses est un peu plus long que les autres segments combinés. Les pattes méso et métathoraciques ont des coxae plutôt allongées et des fémurs avec un petit lobe basal postérieur. Les tibias ont la région basale plus large que la distale. Le premier segment des tarses est à peu près égal aux autres segments combinés. 
Les ailes antérieures présentent un champ costal étroit ocre opaque. Le champ discoïdal est principalement hyalin avec des taches ocre et brun foncé. Les ailes postérieures sont hyalines avec la zone costale ocre opaque. 
L'abdomen est mince chez le mâle et large chez la femelle avec des lobes latéraux triangulaires s'étendant à partir des tergites. La plaque supra-anale est transversale. Les cerques sont relativement courts et sétosés. Ils se terminent par une pointe. La plaque sub-génitale du mâle est trapézoïdale et porte des stylets longs et fins. 
Les ovipositeur des femelles sont proéminent et dépassent l'extrémité des cerques. Les organes génitaux mâles présentent un épi-phallus droit de forme classique. Le titillateur est court avec un apex arrondi et une sclérotisation limitée. Le pseudo-phallus est bien développé et de forme différente pour chaque espèce. L'hypo-phallus est ovoïde avec ou sans processus apical pointu.

## Systématique
Le genre Ceratomantis a été nommé et décrit en 1876 par l'entomologiste James Wood-Mason avec pour espèce type Ceratomantis saussurii Wood-Mason, 1876 par monotypie.

### Publication originale
- (en) J. Wood-Mason, « On some remarkable Species of Mantidae », Proceedings of the Asiatic Society of Bengal, Calcutta, vol. 1876,‎ 1876, p. 175-176 (ISSN 0369-8416, lire en ligne, consulté le 19 janvier 2025).

### Liste des espèces
Ce genre contient cinq espèces :
- Ceratomantis ghatei Roy & Svenson, 2007[2]
- Ceratomantis gigliotosi Roy, 2007[2]
- Ceratomantis kimberlae Svenson, 2007[2]
- Ceratomantis saussurii Wood-Mason, 1876[3]
- Ceratomantis yunnanensis Zhang, 1986